# Praxia, Suceava
Praxia este un sat în comuna Fântâna Mare din județul Suceava, Moldova, România.

## Obiective turistice
- Biserica de lemn din Praxia - monument istoric din secolul al XVIII-lea; se află în cimitirul din sat

 Acest articol despre o localitate din județul Suceava este deocamdată un ciot. Puteți ajuta Wikipedia prin completarea lui.